# Guillermo Timoner

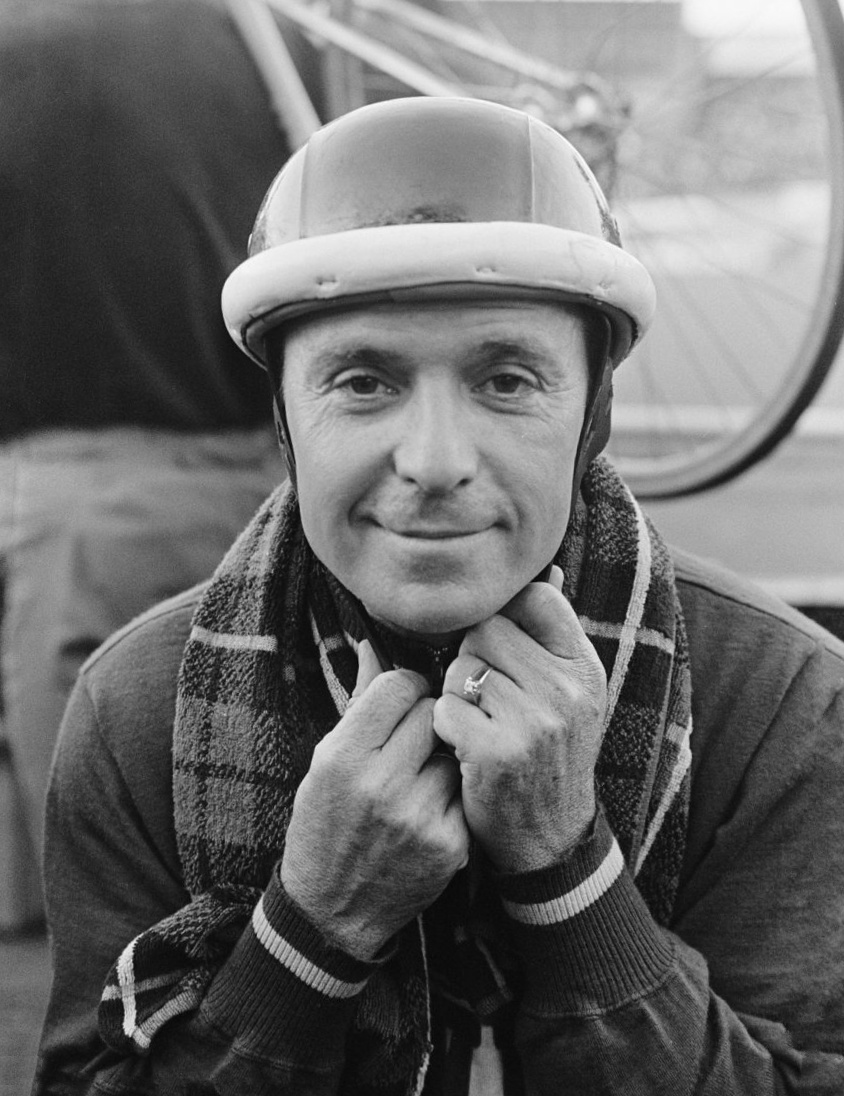
Guillermo Timoner, 1966

Guillermo Timoner Obrador (* 24. März 1926 in Felanitx; † 17. August 2023 in Madrid) war ein spanischer Radrennfahrer, sechsfacher Weltmeister und damit der erfolgreichste Steher aller Zeiten.
Guillermo Timoner wurde auf Mallorca als Sohn eines einfachen Landarbeiters geboren und wuchs in ärmlichen Verhältnissen auf. Nach einer kurzen Schulzeit war er als Mechaniker für Landwirtschaftsgeräte tätig, trainierte aber schon für seinen großen Traum, Radrennfahrer zu werden.
Der nur 1,62 Meter große Timoner wurde sechsmal Weltmeister der Steher und 29-mal Spanischer Meister in verschiedenen Radsport-Disziplinen. Als er 1955 in Mailand erstmals den WM-Titel holte, war er der erste spanische Weltmeister im Radsport.  Bei den UCI-Weltmeisterschaften 1967 wurde er  mit einer Geldstrafe belegt, da er nicht zum Dopingtest erschienen war.
Nach seinem Karriereende betrieb er ein Sportgeschäft in  Felanitx.
An seinem letzten Weltmeisterschafts-Rennen nahm er 1985 im Alter von 59 Jahren teil.
Zwischen 1971 und 1978 war er spanischer Bahnradtrainer und nahm an den Olympischen Sommerspielen 1972 in München teil.
Im Vorraum des mallorquinischen Klosters Santuari de Sant Salvador in der Nähe von Felanitx sind die sechs Weltmeister-Trikots ausgestellt, die Timoner zwischen 1955 und 1965 errang. Sein Schweizer Kollege Ferdy Kübler sagte über Guillermo Timoner: „Er wird in ganz Spanien nahezu wie ein Heiliger verehrt.“ 1997 wurde er mit höchsten Sportauszeichnung der Balearen, dem Cornelius Atticus, geehrt. Timoner wurde 2003 in den Real Orden del Mérito Deportivo (Königlicher Orden für sportliche Verdienste) aufgenommen. Anlässlich seines 90. Geburtstages am 24. März 2016 ließ die Gemeinde Felanitx im Rahmen eines Festaktes eine Tafel zu Ehren von Timoner an seinem Wohnhaus anbringen. Timoner verstarb 2023 im Alter von 97 Jahren.
Auch Timoners Bruder Antonio war ein erfolgreicher Radrennfahrer.

## Palmarès (Auswahl)

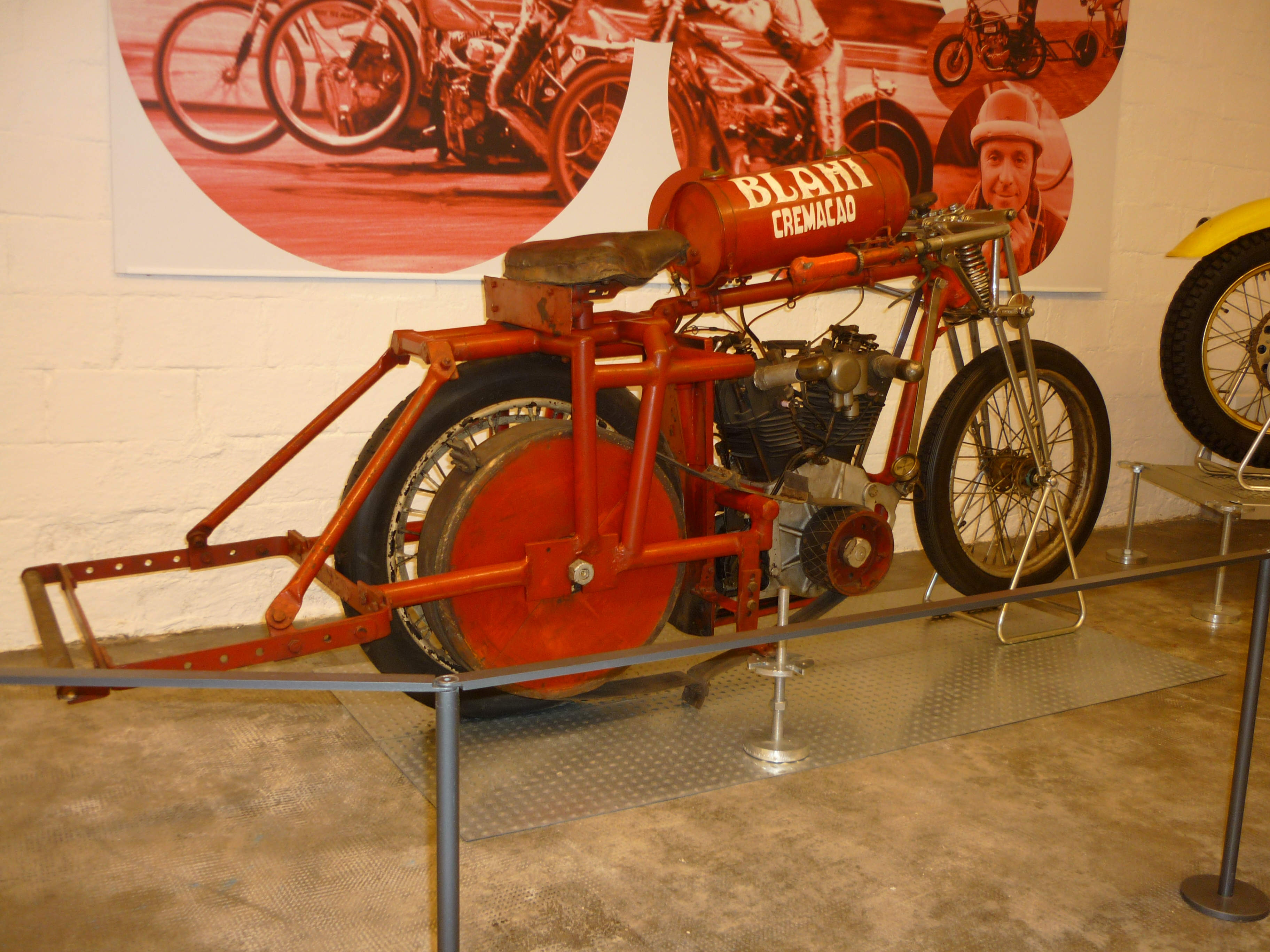
Schrittmachermaschine aus dem Besitz von Timoner im Museu de la Moto de Barcelona

- Weltmeister im Steherrennen: 1955, 1959, 1960, 1962, 1964, 1965
- Vizeweltmeister im Steherrennen: 1956, 1968
- Vizeeuropameister im Steherrennen: 1958, 1959, 1963
- Spanischer Meister im Steherrennen: 1945, 1946, 1947, 1948, 1950, 1952, 1954, 1955, 1956, 1959, 1961, 1962, 1963, 1984
- Spanischer Meister im Dernyrennen: 1945, 1946, 1947, 1949
- Spanischer Meister im Sprint: 1947, 1948, 1950, 1956
- Spanischer Meister in der Einerverfolgung: 1949, 1951, 1956
- Spanischer Meister im Zweier-Mannschaftsfahren: 1951, 1952, 1954
- Spanischer Militärmeister im Straßenrennen: 1948
- Balearen-Meister im Sprint: 1945, 1947
- Balearen-Meister in der Einerverfolgung: 1945
- Balearen-Meister im Steherrennen: 1947[9]